# William Frei
William Frei (* 14. Mai 1913 in Mailand; † 1991) war ein Schweizer Diplomat.

## Leben
William Frei war der Sohn von Enrica Vezzalini und Jacob Frei. Er heiratete 1948 Hélène Henriette Humbert-Droz. Er besuchte die Schule in Mailand und wurde in Turin zum Doktor promoviert. 1930 trat er in den auswärtigen Dienst und wurde in der Abteilung Politik beschäftigt. Von 1946 bis Februar 1949 war er Vizekonsul in Lyon. Von 1965 bis 1968 war er Botschaftsrat in Buenos Aires. Von 22. Oktober 1969 bis 1. Januar 1976 war er Botschafter in Lima.
Von 14. März 1976 bis 15. Februar 1979 war er Botschafter in Buenos Aires. Die Regierung von Isabel Martínez de Perón hatte die Compañía Italo Argentina de Electricidad (CIADE) verstaatlicht. William Frei war Aktionär und führte im Einvernehmen mit der Schweizer Regierung Verhandlungen um der Höhe der Entschädigung für die enteigneten Aktionäre mit überwiegend eidgenössischer Staatsbürgerschaft zur Zufriedenheit der Aktionäre mit der Bürokratie der Militärdiktatur.
Am 16. Mai 1977 wurde Alexei Vladimir Jaccard Siegler, der über die Schweizer sowie die chilenische Staatsbürgerschaft verfügte, aus einem Hotel in Buenos Aires entführt. Er hatte Kontakt zu exilierten chilenischen Kommunisten gesucht, um sie finanziell bei einer Kampagne gegen die Pinochet-Diktatur zu unterstützen. Alexei Jaccard wurde an diesem Tag mit drei weiteren chilenischen und fünf argentinischen Staatsbürgern Opfer des Verschwindenlassens der Operation Condor.